# Уставщиков, Борис Фёдорович
Борис Фёдорович Уставщиков — советский хозяйственный, государственный и политический деятель, доктор технических наук.

## Биография
Родился в 1924 году в Юже. Член КПСС с года.
Участник Великой Отечественной войны, командир отделения топографической разведки, после ранения - зав. складом боепитания 21-й артиллерийской дивизии на Калининском и 1-м Прибалтийском фронтах. 
В 1946—1986 гг. — студент, аспирант, ассистент кафедры основного органического синтеза и СК, доцент, проректор по научной работе, с 1972 г. ректор Ярославского технологического института резиновой промышленности.
Делегат XXV съезда КПСС.
Умер в Ярославле в 2002 году.

## Научный вклад
Известный учёный в области синтеза каучуков и полупродуктов СК. Автор около 500 научных работ, в том числе изобретений. Подготовил 40 кандидатов и трех докторов наук. Под руководством Б. Ф. Уставщикова был разработан синтез пиридиновых оснований на основе ацетальдегида и аммиака, результаты которого были реализованы на промышленных предприятиях СК, а также были разработаны промышленные синтезы целого ряда новых каучуков и латексов.
Сочинения:
- Технические синтезы α-оксикислот и акриловых мономеров на основе реакции α-олефинов с жидкой четырехокисью азота : диссертация ... доктора технических наук : 05.00.00. - Ярославль, 1967. - 318 с. : ил.